# Josip Šilović
Josip Šilović (Praputnjak, 1858. szeptember 8. – Zágráb, 1939. május 9.), horvát jogtudós, pedagógus, politikus, egyetemi tanár, a Zágrábi Egyetem rektora. A modern horvát büntetőjogi oktatás megalapítója, a horvát szociálpolitika, és a gyermekvédelem atyja.

## Élete
Horvát emigráns gyermeke volt, aki erdei munkásként dolgozott és fiatalon halt meg. Anyja négy gyermekkel maradt magára és Josipot kemény munkával nevelte. Nagyon szegények voltak, így Šilovicnak rendkívül nehéz gyerekkora volt. Nehéz gyermekkorával hozzák kapcsolatba ismerői a későbbi szociális érzékenységét és kiemelkedő humanitárius munkáját. A zágrábi Klasszikus Gimnáziumba járt, és 1879-ben érettségizett. Jogi és habilitációs tanulmányai befejezése után 1884-ben a Zágrábi Egyetem Jogi Karán doktori címet szerzett. Igazságszolgáltatási és közigazgatási munkája után 1894-től a zágrábi jogi karon a büntetőjog, a büntetőeljárás és a jogfilozófia rendes tanára volt. 1892 és 1914 között a zágrábi Jogi Társaság havilapjának szerkesztője és társszerkesztője volt.
Az 1898/1899-es ciklusban a Zágrábi Egyetem rektori posztját töltötte be. Rektori ideje alatt került a Kőrösi Közgazdasági Főiskolán 1860 óta működő erdészeti szak Zágrábba, a bölcsészkaron belül működő Erdészeti Akadémiaként. 1918-ig a horvát parlamentben a Néppárt egyik kiemelkedő képviselője, és delegáltja volt a magyar-horvát parlamentbe. A horvát modern büntetőjogi oktatás megalapítója volt. 1920-ban ő írta az első horvát büntetőjogi tankönyvet. Külföldi folyóiratokban publikált cikkeket a horvát büntetőjog helyzetéről.  Öt nyelven beszélt folyékonyan. A külföldi jogászokkal való tudományos kapcsolatok kiépítésében és fenntartásában végzett munkája is említésre érdemes. A horvát parlamentben tagja volt a horvát-szerb koalíciónak. A Jugoszláv Királyság megalapítása után (1929) szenátor, és a Szávai Bánság bánja volt.

## Munkássága
Tudományos munkássága különösen a fiatalok körében jelentkező a bűnözési problémákra, valamint az ifjúságvédelemre és az elhagyott gyermekek gondozásának megszervezésére irányult. Különösen az első világháború idején, de később is gondoskodott a szociálisan veszélyeztetett gyerekekről, valamint a szociálisan kiszolgáltatott társadalmi rétegekről.
Tevékenységének része volt a társadalmi eltérések elleni küzdelem is. Ő volt az egyik alapítója a Zágrábi Gyermekvédelmi Ligának (1914), amely hamarosan átlépte Zágráb határait. Egyik szerkesztője volt a „Narodna zaštita” című kiadványnak.
Saját korában a horvát szociálpolitika, és különösen a gyermekvédelem atyjának, számos jótékonysági szervezet támogatójának nevezték. A születésének 70. évfordulójára (1927) történő előkészületek alkalmából alakult meg Zágrábban a „Zaklada za kolonizaciju siročadi iz gladnih krajeva” (Éhező Területek Árváinak Elhelyezéséért Alapítvány) és a „Zaklada za siročad naših iseljenika” (Alapítvány emigránsaink árváiért), amelyek 1945 végéig működtek, amikor megszüntették őket. A gyerekek és fiatalok érdekében végzett munkája iránti tiszteletből mindkét alapítvány Šilović nevét viselte.

## Főbb művei
- Nužna obrana (1890.)
- Kazneno pravo (1893.)
- Slobodna volja i kazneno pravo (1899.)
- Uvjetna osuda (1912.)
- Uzroci zločina (1913.)
- Kazneno pravo: Opći dio (1929.)